# Быстрый курок
«Бы́стрый куро́к» (англ. Trigger Fast) — фильм в жанре вестерна, снятый по мотивам романа «The Ysabel Kid» Джона Эдсона.
Другой вариант названия — «Стрелки чести: Скорый курок». Сиквел фильма «Стрелки чести: Дерзкие мятежники» (англ. Guns Of Honour: Rebel Rousers).

## Сюжет
Богатый землевладелец Брент Малик отбирает земли у своих бедных соседей. Но упрямая Фрида продолжает бороться за своё ранчо. Ей на помощь приходят двое молодых стрелков — Дасти и Мигель. Позднее к ним присоединяется Марк, до этого работавший на Малика. Объединившись с местным шерифом, стрелкам удаётся дать отпор алчному богачу.

## В ролях
- Корбин Бернсен — Брент Малик
- Кристофер Эткинс — Дасти
- Тодд Дженсон — Мигель
- Уокер Брандт — Фрида
- Жерар Кристофер — Марк Каунтер
- Тэд Ле Плэт — шериф
- Юрген Прохнов — Джек Ньюманн (камео)
- Мартин Шин — Джексон Бейнс Гардин (камео)